# Woodlake
Woodlake é uma cidade localizada no estado americano da Califórnia, no condado de Tulare. Foi incorporada em 23 de setembro de 1941.

## Geografia
De acordo com o United States Census Bureau, a cidade tem uma área de 7,1 km², onde 5,8 km² estão cobertos por terra e 1,3 km² por água.

### Localidades na vizinhança
O diagrama seguinte representa as localidades num raio de 24 km ao redor de Woodlake.

## Demografia
Segundo o censo nacional de 2010, a sua população é de 7 279 habitantes e sua densidade populacional é de 1 249,08 hab/km². É a cidade menos populosa do condado de Tulare e também a que, em 10 anos, teve o menor crescimento populacional. Possui 2 067 residências, que resulta em uma densidade de 354,70 residências/km².